# Milija Mrdak
Milija Mrdak (ur. 26 października 1991 w Kraljevie) – serbski siatkarz, grający na pozycji atakującego. 
Jego siostra Ivana, też jest siatkarką. 

## Sukcesy klubowe
Puchar Serbii:
- 2012, 2023

Liga serbska:
- 2023[3]
- 2012, 2015, 2024[4]
- 2014

Puchar Portugalii:
- 2018[5]

Liga portugalska:
- 2018

Puchar Szwajcarii:
- 2022[6]

Liga szwajcarska:
- 2022[7]

Superpuchar Serbii:
- 2022[8]

## Sukcesy reprezentacyjne
Mistrzostwa Europy Kadetów:
- 2009

Mistrzostwa Świata Kadetów:
- 2009

Mistrzostwa Europy Juniorów:
- 2010

Mistrzostwa Świata Juniorów:
- 2011

## Nagrody indywidualne
- 2022: MVP turnieju finałowego Pucharu Szwajcarii
- 2023: MVP finału serbskiej Superligi w sezonie 2022/2023